# Bouppo
Bouppo (auch: Boupo, Boupo Tondey Ourayagabé, Tondey Ouro Yagabé) ist ein Dorf in der Landgemeinde Diagourou in Niger.

## Geographie
Das Dorf befindet sich rund 24 Kilometer südlich des Hauptorts Diagourou der gleichnamigen Landgemeinde, die zum Departement Téra in der Region Tillabéri gehört. Zu den Siedlungen in der näheren Umgebung von Bouppo zählen Yélo Hamidou, Yélo Taka und Dar Es Salam im Nordwesten, Doulgou im Nordosten sowie Séno Bellabé im Süden.
Bouppo ist Teil der Übergangszone zwischen Sahel und Sudan. Die durchschnittliche jährliche Niederschlagsmenge beträgt hier zwischen 400 und 500 mm.

## Geschichte
Bewaffnete Angreifer, die mutmaßlich der Terrororganisation Dschamāʿat Nusrat al-Islām wa-l-Muslimīn oder Islamischer Staat in der Größeren Sahara angehörten, griffen am 30. Januar 2020 das Dorf an und setzten die Schule in Brand. Am 13. Juni 2023 ermordete eine bewaffnete Gruppe den Ortsvorsteher von Bouppo und stellte der Bevölkerung ein Ultimatum von drei Tagen, das Dorf zu verlassen. Daraufhin flohen Einwohner in die Departementshauptstadt Téra.

## Bevölkerung
Bei der Volkszählung 2012 hatte Bouppo 1183 Einwohner, die in 1362 Haushalten lebten. Bei der Volkszählung 2001 betrug die Einwohnerzahl 1800 in 214 Haushalten und bei der Volkszählung 1988 belief sich die Einwohnerzahl auf 848 in 113 Haushalten.

## Wirtschaft und Infrastruktur
Im Dorf wird ein Wochenmarkt abgehalten. Der Markttag ist Sonntag. Er wird vor allem von Angehörigen der ethnischen Gruppe der Fulbe besucht. Die Dorfbewohner bauen Sorghum an.
Mit einem Centre de Santé Intégré (CSI) ist ein Gesundheitszentrum im Ort vorhanden. Es gibt eine Schule.